# Побеждать
«Побеждать» (итал. Vincere) — биографическая драма итальянского режиссёра Марко Беллоккьо о взаимоотношениях Иды Дальзер и Бенито Муссолини. Премьера фильма состоялась 19 мая 2009 года в рамках Каннского кинофестиваля..

## Сюжет
Социалиста Муссолини разыскивает правительство монархической Италии. Преследуемый карабинерами, он встречает Иду Дальзер и они влюбляются друг в друга. Однако, Муссолини находится в законном браке с другой женщиной, поэтому после его прихода к власти Иде и их сыну Бенито Альбино приходится отдалиться, чтобы не мешать карьере дуче.

## В ролях
| Актёр                  | Роль                                      |
| ---------------------- | ----------------------------------------- |
| Джованна Меццоджорно   | Ида Дальзер                               |
| Филиппо Тими           | Бенито Муссолини, взрослый Бенито Альбино |
| Микела Ческон          | Ракеле Муссолини                          |
| Пьер Джорджо Беллоккьо | Пьетро Федель                             |
| Коррадо Инверницци     | доктор Каппеллетти                        |
| Паоло Пьеробон         | Джулио Бернарди                           |
| Бруно Карьелло         | Гвидиче                                   |
| Франсческа Пикоза      | Аделина Дальзер                           |

## Награды и номинации
- 2009 — Номинация на «Золотую пальмовую ветвь» 62-го Каннского кинофестиваля — Марко Беллоккьо[4]
- 2009 — Премия «Серебряная лента» Итальянского национального профсоюза киножурналистов[5]:
  - лучшая актриса — Джованна Меццоджорно
  - лучший оператор — Даниэле Чипри
  - лучший монтажёр — Франческа Кальвелли
  - лучший художник-постановщик — Марко Дентичи
  - номинация на лучшего актёра — Филиппо Тими
  - номинация на лучшего режиссёра — Марко Беллоккьо
- 2009 — Премия «Capri» (Голливуд)[6]:
  - «Carmelo Rocca Award» — продюсеру Марио Джанани
  - «Capri Arts Award» — монтажёру Франческе Кальвелли
- 2009 — Международный кинофестиваль в Чикаго[7]:
  - приз «Gold Plaque» лучшему оператору — Даниэле Чипри
  - приз «Серебряный Хьюго» лучшему актёру — Филиппо Тими
  - приз «Серебряный Хьюго» лучшей актрисе — Джованна Меццоджорно
  - приз «Серебряный Хьюго» лучшему режиссёру — Марко Беллоккьо
- 2009 — Международный кинофестиваль в Дамаске[8]:
  - лучшая актриса — Джованна Меццоджорно
  - номинация на лучший фильм — Марко Беллоккьо
- 2009 — Премия Европейской киноакадемии[9]:
  - номинация на лучшего актёра — Филиппо Тими
  - номинация на «Prix d’Excellence» — монтажёр Франческа Кальвелли
- 2009 — Премия «Золотой глобус» (Италия)[10]:
  - лучшая актриса — Джованна Меццоджорно
  - лучший оператор — Джузеппе Ланчи
  - специальный приз «Stampa Estera» — Марко Беллоккьо
  - номинация на лучший фильм — Марко Беллоккьо
  - номинация на лучшую музыку к фильму — Карло Кривелли
  - номинация на лучший сценарий — Марко Беллоккьо и Даниэла Чезелли
- 2009 — Международная премия «Чиома» (Италия)[11]:
  - лучший стилист — Альберта Джулиани
  - лучший гримёр — Франко Корридони
  - лучший художник по костюмам — Серджо Балло
  - лучший художник-декоратор — Лаура Казалини
- 2009 — Кинофестиваль в Саннио (Сант-Агата-де-Готи)[12]:
  - лучший актёр — Филиппо Тими
  - лучший художник-постановщик — Марко Дентичи
  - номинация на лучшего режиссёра — Марко Беллоккьо
  - номинация на лучший фильм — Марко Беллоккьо
  - номинация на лучшую актрису — Джованна Меццоджорно
  - номинация на лучшего художника по костюмам — Серджо Балло
- 2009 — Премия «Kineo Award» (Италия) лучшему актёру — Филиппо Тими[13]
- 2009 — Номинация на приз «Золотой якорь» Международного кинофестиваля в Хайфе (Израиль) — Марко Беллоккьо[14]
- 2010 — Премия «Давид ди Донателло»[15]:
  - лучший режиссёр — Марко Беллоккьо
  - лучший оператор — Даниэле Чипри
  - лучший художник-постановщик — Марко Дентичи
  - лучший художник по костюмам — Серджо Балло
  - лучший гримёр — Франко Корридони
  - лучший стилист — Альберта Джулиани
  - лучший монтажёр — Франческа Кальвелли
  - лучшие визуальные эффекты — Паола Трисольо и Стефано Маринони
  - номинация на лучший фильм — Марко Беллоккьо и Марио Джанани
  - номинация на лучшего сценариста — Марко Беллоккьо и Даниэла Чезелли
  - номинация на лучшего продюсера — Марио Джанани
  - номинация на лучшего актёра — Филиппо Тими
  - номинация на лучшую актрису — Джованна Меццоджорно
  - номинация на лучшего композитора — Карло Кривелли
  - номинация на лучший звук — Гаэтано Чарито
- 2010 — Номинация на премию Аргентинской академии наук и искусств за лучший иностранный фильм — Марко Беллоккьо[16]
- 2010 — Фестиваль итальянского кино в Бастии (Франция)[17]:
  - лучший актёр — Филиппо Тими
  - номинация на гран-при жюри — Марко Беллоккьо
- 2010 — Премия «Ciak d’oro» (Италия)[18]:
  - лучший оператор — Даниэле Чипри
  - лучший монтажёр — Франческа Кальвелли
  - номинация на лучший сценарий — Марко Беллоккьо и Даниэла Чезелли
  - номинация на лучшего художника по костюмам — Серджо Балло
  - номинация на лучший звук — Гаэтано Чарито и Пьерпаоло Мерафино
  - номинация на лучшую музыку к фильму — Карло Кривелли
  - номинация на лучшего продюсера — Марио Джанани
  - номинация на лучшего художника-постановщика — Марко Дентичи
- 2010 — Премия «Golden Graals»[19]:
  - лучшая мужская драматическая роль — Филиппо Тими
  - номинация на лучшую женскую драматическую роль — Джованна Меццоджорно
- 2010 — Фестиваль «Весна итальянского кино»: актёр года — Филиппо Тими[20]
- 2010 — Специальный приз жюри уругвайского международного кинофестиваля — Марко Беллоккьо[21]
- 2010 — Номинация на премию «Italian Online Movie Awards» за лучший итальянский фильм — Марко Беллоккьо[22]
- 2010 — Номинация на премию сообщества политических фильмов (США)[23]
- 2010 — Номинация на приз жюри Международного кинофестиваля в Санта-Барбаре за лучший международный фильм — Марко Беллоккьо[24]
- 2010 — Номинация на приз еженедельника «The Village Voice» за лучшую женскую роль — Джованна Меццоджорно (7-е место)[25]
- 2011 — Номинация на премию «Серебряный кондор» Ассоциации кинокритиков Аргентины за лучший иностранный фильм не на испанском языке — Марко Беллоккьо[26]
- 2011 — Премия «CinEuphoria Awards» в международном конкурсе[27]:
  - лучший актёр второго плана — Филиппо Тими
  - лучший фильм — Марко Беллоккьо и Марио Джанани
  - лучшая актриса — Джованна Меццоджорно
  - лучшие десять фильмов года — Даниэле Чипри
- 2011 — Премия Святого Георгия за лучшую женскую роль в иностранном фильме — Джованна Меццоджорно[28]
- 2011 — Премия Международного сообщества любителей кино[29][30]:
  - лучшая актриса — Джованна Меццоджорно
  - номинация на лучший фильм не на английском языке
  - номинация на лучшего актёра второго плана — Филиппо Тими
  - номинация на лучшего оператора — Даниэле Чипри
- 2011 — Премия Национального общества кинокритиков США за лучшую женскую роль — Джованна Меццоджорно[31]
- 2011 — Кинофестиваль «SESC» (Сан-Паулу)[32]:
  - премия «Audience Award» за лучший иностранный фильм — Марко Беллоккьо
  - премия «Audience Award» лучшему иностранному режиссёру — Марко Беллоккьо
  - премия «Critics Award» за лучший иностранный фильм — Марко Беллоккьо
  - премия «Critics Award» лучшему иностранному режиссёру — Марко Беллоккьо
  - премия «Critics Award» лучшей иностранной актрисе — Джованна Меццоджорно

## Саундтрек
Саундтрек к фильму выпущен в 8 июля 2010 года под лейблом «Emergency Music».

### Список композиций
| Номер | Название трека             | Длительность |
| ----- | -------------------------- | ------------ |
| 1     | Vincere (1ª Parte)         | 3:25         |
| 2     | Sarajevo                   | 2:01         |
| 3     | Vincere (2ª Parte)         | 3:40         |
| 4     | Guerra: E I Piccoli Ciechi | 2:37         |
| 5     | Duello                     | 1:47         |
| 6     | Sguardo                    | 5:32         |
| 7     | Ottobre                    | 1:09         |
| 8     | Valzer Futurista           | 2:58         |
| 9     | Dies Irae                  | 7:40         |
| 10    | L’Avanti                   | 2:47         |
| 11    | Rapimento                  | 3:33         |
| 12    | Lettere                    | 2:08         |
| 13    | Benitino                   | 1:48         |
| 14    | Grata                      | 2:29         |
| 15    | Vincere (Finale)           | 2:25         |